# ウールヴヘジン
ウールヴヘジンあるいはウルフヘジン（古ノルド語: úlfheðinn）あるいはウルフヘズナル（古ノルド語: ulfheðnar、いずれも「狼の皮」の意）とは、北欧の伝承に登場するベルセルクやそれに類する戦士、あるいはそれらを修飾する際に用いられる言葉。
後者の場合、ベルセルクや個人の名称の前に置かれ「狼の皮をまとったベルセルク」、「狼皮のなにがし」という形で用いられる。